# 华中茶藨子
华中茶藨子（学名：Ribes henryi），为虎耳草科茶藨子属下的一个植物种。